# Beiwerk
Als Beiwerk bezeichnet man im Urheberrecht ein Werk, das im Kontext eines anderen (Haupt)gegenstands auftritt und neben diesem eine nur untergeordnete Rolle spielt. Viele Urheberrechtsordnungen der Welt sehen eine Beschränkung des Urheberrechts vor, die es ermöglicht, Werke erlaubnisfrei wiederzugeben, solange diese lediglich als Beiwerk in Erscheinung treten. Der Begriff findet daneben auch im Bereich des Persönlichkeitsrechts, speziell des Rechts am eigenen Bild Verwendung. So ist etwa in Deutschland die Verwertung von Personenbildnissen grundsätzlich von der Erlaubnis der Abgebildeten abhängig; einer solchen bedarf es jedoch nicht, wenn die Personen nur Beiwerk neben einer Landschaft oder sonstigen Örtlichkeit darstellen. Außerdem wird der Begriff gemeinsprachlich verwendet für bedeutungslose und nebensächliche beziehungsweise unwichtige Details.

## Deutschland

### Urheberrecht

#### Norm
§ 57 UrhG – Unwesentliches Beiwerk
Zulässig ist die Vervielfältigung, Verbreitung und öffentliche Wiedergabe von Werken, wenn sie als unwesentliches Beiwerk neben dem eigentlichen Gegenstand der Vervielfältigung, Verbreitung oder öffentlichen Wiedergabe anzusehen sind.

#### Geschichte und Begründung
Die urheberrechtliche Schrankenbestimmung für unwesentliches Beiwerk fand mit dem Inkrafttreten des Urheberrechtsgesetzes (UrhG) am 1. Januar 1966 Eingang in das deutsche Urheberrecht; zuvor fehlte es an einer entsprechenden Regelung. Die amtliche Begründung nennt als „ähnliche Regelung“ den Art. 9 Abs. 6 des britischen Urheberrechtsgesetzes (Copyright Act of 1956), wo sich die Freistellung jedoch nur auf die Verwertung von Werken der bildenden Künste im Film und im Fernsehen bezog. Für eine solche Einschränkung sah der deutsche Gesetzgeber „kein[en] ausreichende[n] Grund“. Er macht die Erforderlichkeit der Schranke exemplarisch daran fest, dass andernfalls die Urheber von Gemälden, welche im Zuge von Filmaufnahmen in einem Innenraum mit abgelichtet werden, erst der Verwertung im Film zustimmen müssten. Dies erschien ihm indes „nicht gerechtfertigt, soweit diese Werke nur unwesentliches Beiwerk im Film darstellen und für die Filmhandlung überhaupt keine Rolle spielen.“
Von Gamm sieht in der Beiwerksschranke das Resultat einer Interessenabwägung; es gehe nicht um eine Werknutzung im Allgemeininteresse oder zur mittelbaren Förderung der Urheberinteressen, sondern darum, dass „durch eine solche Werkwiedergabe als bloßes unwesentliches Beiwerk bei der Verwertung eines anderen Werks die urheberpersönlichkeits- und verwertungsrechtlichen Interessen am benutzten Werk nicht berührt werden“.

#### Voraussetzungen
Entsprechend der gesetzgeberischen Intention kommen grundsätzlich Werke jedweder Werkart (Schriftwerke, Kunstwerke, Musikwerke etc.) als Beiwerk infrage. Um den Charakter als unwesentliches Beiwerk beurteilen zu können, muss nach der Rechtsprechung des Bundesgerichtshofs (BGH) zunächst der eigentliche Gegenstand der Verwertung bestimmt werden („Hauptgegenstand“); im Verhältnis zu diesem muss es sich bei dem fraglichen Werk um unwesentliches Beiwerk handeln. Nicht erforderlich ist, dass der Hauptgegenstand urheberrechtlich geschützt ist; es muss sich noch nicht einmal um einen „Gegenstand“ im engeren Sinne handeln – auch eine Person kann Hauptgegenstand einer Verwertung sein.
Nach der Rechtsprechung des BGH ist von einer Unwesentlichkeit jedenfalls dann auszugehen, „wenn das Werk weggelassen oder ausgetauscht werden könnte, ohne dass dies dem durchschnittlichen Betrachter auffiele […] oder ohne dass die Gesamtwirkung des Hauptgegenstandes in irgendeiner Weise beeinflusst wird“. Außerdem ist die Unwesentlichkeit auch dann gegeben, wenn das Werk bei der Betrachtung des Hauptgegenstandes der Verwertung zwar vom Betrachter als solches tatsächlich wahrgenommen wird, ihm aber „nach den Umständen des Einzelfalls keine noch so geringfügige inhaltliche Beziehung zum Hauptgegenstand der Verwertung zuzubilligen ist, sondern es durch seine Zufälligkeit und Beliebigkeit für diesen ohne jede Bedeutung ist“. Ein Werk kann nach Auffassung des BGH nur dann Beiwerk sein, wenn es „neben dem Gegenstand der eigentlichen Verwertung selbst eine geringe oder nebensächliche Bedeutung nicht erreicht“, was regelmäßig dann nicht mehr der Fall ist, sobald es „erkennbar stil- oder stimmungsbildend […] oder eine bestimmte Wirkung oder Aussage unterstreichend […] in den eigentlichen Gegenstand der Verwertung einbezogen wird, einen dramaturgischen Zweck erfüllt […] oder sonst charakteristisch ist“.
Diese Beurteilung muss unter Berücksichtigung aller Umstände des Einzelfalles aus der Sicht eines objektiven Durchschnittsbetrachters (und nicht anhand der Absicht des Verwerters des eigentlichen Gegenstandes) erfolgen. Dies erfordert nach Ansicht des BGH die Überprüfung des konkreten Äußerungszusammenhangs. Generell ist die Beiwerksschranke nach Auffassung des BGH eng auszulegen.

#### Rechtsfolgen
Werke dürfen als Beiwerk nach dem Wortlaut der Vorschrift genehmigungsfrei vervielfältigt, verbreitet und öffentlich wiedergegeben (also etwa gesendet) werden. Bei der Aufzählung fehlt als einziges ausdrücklich benanntes Verwertungsrecht das Ausstellungsrecht (§ 18 UrhG), welches sich ohnehin aus denklogischen Gründen nicht mit dem Vorliegen der Beiwerkseigenschaft vertragen wird. Über die Freistellung der öffentlichen Wiedergabe (§ 15 Abs. 2 UrhG) ist insbesondere auch die öffentliche Zugänglichmachung (§ 19a UrhG) erfasst, zu der es bei der Nutzung im (frei zugänglichen) Internet kommt.
Grundsätzlich geht auch die Verwendung als unwesentliches Beiwerk mit einem Änderungsverbot (§ 62 UrhG) einher. Die Pflicht zur Quellenangabe (§ 63 UrhG) besteht nicht bei der Vervielfältigung (§ 63 Abs. 1 UrhG), wohl aber im Rahmen von § 63 Abs. 2 UrhG bei der öffentlichen Wiedergabe, wenn und soweit die Verkehrssitte eine solche Angabe erfordert. Eine derartige Verkehrssitte wird bei der Wiedergabe von unwesentlichem Beiwerk nach verbreiteter Ansicht jedoch kaum je bestehen.

#### Einzelfälle
Das Beispiel in der amtlichen Begründung, wonach etwa Bilder im Hintergrund von Film- oder Fernsehszenen als Beiwerk zu qualifizieren sind, wird von der herrschenden Literaturmeinung als zu weitgehend erachtet, weil solche Bilder sehr wohl charakteristisch für die entsprechende Szene sein könnten (was einem Beiwerkscharakter entgegensteht). Kein unwesentliches Beiwerk wird regelmäßig dann vorliegen, wenn in Werbeprospekten oder -katalogen von Einrichtungshäusern im Hintergrund der beworbenen Einrichtungsgegenstände Werke erkennbar sind, die stilistisch, farblich oder auf ähnliche Weise zu den angebotenen Objekten passen. Obergerichtlich herrschte darüber zeitweise Uneinigkeit, nachdem das Oberlandesgericht Köln in einem ähnlichen Fall den Beiwerkscharakter maßgeblich deshalb bejahte, weil es den gesamten Möbelkatalog als Hauptgegenstand ansah. Dem ist der BGH im Anschluss jedoch unter Hinweis auf die darin liegende „extensive Bestimmung“ des eigentlichen Gegenstandes entgegengetreten. Er wertete als solchen lediglich die konkrete Fotografie unter Berücksichtigung des sich „aus dem Kontext der Veröffentlichung ergebende[n] Umstand[s], dass die Beklagte auf diesem Foto zu Werbezwecken einige von ihr vertriebene Möbelstücke in bestimmter Weise arrangiert hat, um dem Kunden so eine mögliche Verwendungssituation und die sich daraus ergebende ästhetische Wirkung dieser Möbel vor Augen zu führen“.
Erklingt im Rahmen eines Dokumentarfilms während einer Straßenszene zufällig Musik aus einem offenen Fenster, so kann die Wiedergabe nach Auffassung der amtlichen Begründung und der Kommentarliteratur unter der Beiwerksschranke regelmäßig genehmigungsfrei erfolgen. Dies allerdings wohl nur, wenn die Musik nicht noch nachträglich technisch bearbeitet wird, um etwa die Aufnahmequalität zu verbessern. Wird aus einem Tonträger eine zweisekündige Rhythmussequenz extrahiert und in Dauerschleife einem neuen Musikstück als prägender Teil unterlegt, fehlt es an der für die Beiwerksschranke erforderlichen Unwesentlichkeit.
Für die in einem Verkaufsangebot auf einer Online-Handelsplattform eingestellten Produktfotografien hat der Bundesgerichtshot die Beiwerkseigenschaft verneint, wobei er (nur) das konkrete Angebot als maßgeblichen Hauptgegenstand ansah. Das Landgericht Flensburg sah ein Werk der bildenden Künste nicht mehr als Beiwerk an, als dieses knapp anderthalb Minuten lang in einem zweieinhalbminütigen Instagram-Werbevideo eines Kosmetikstudios an der Wand hängend im Hintergrund sichtbar war. Denn es präge „den ästhetischen Eindruck, den der Betrachter des Videos vom Studio […] unvermeidbar gewinnt“. Hingegen sah das Landgericht Hamburg bei einem Stockfoto eines Zeitungsständers in Hinblick auf ein darauf erkennbares kleines Foto in einem kleineren Artikel auf der Titelseite der vordersten Zeitung die Beiwerksnutzung als gegeben an; denn dieses sei beliebig austauschbar und werde auf den ersten Blick gar nicht wahrgenommen. Werden die Wände einer Gaststätte oder einer Wohnung mit einer Fototapete beklebt und wird später der Innenraum fotografiert, um die resultierende Aufnahme ins Internet zu stellen, scheidet nach Ansicht der Landgerichte Köln und Düsseldorf hinsichtlich des Motivs auf der Tapete ein bloßer Beiwerkscharakter aus, weil dieses Motiv regelmäßig das Raumbild bestimme. Der BGH ließ die Beiwerksfrage in zwei Revisionsentscheidungen ausdrücklich offen, hielt die Nutzung im Streitfall jedoch aus anderen Gründen (konkludente Einwilligung des Motivurhebers) für zulässig.

### Recht am eigenen Bild
§ 23 Abs. 1 Nr. 2 KUG
[Ohne die nach § 22 erforderliche Einwilligung dürfen verbreitet und zur Schau gestellt werden:]
Bilder, auf denen die Personen nur als Beiwerk neben einer Landschaft oder sonstigen Örtlichkeit erscheinen
Die Beiwerksausnahme im Bereich des Persönlichkeitsrechts geht ihrem urheberrechtlichen Pendant zeitlich voraus und fand sich gleichlautend bereits in der Ursprungsfassung des Kunsturhebergesetzes (KUG) vom 9. Januar 1907. Die Regelung bezieht sich auf „Bilder“ von Personen, womit sie sich schon sprachlich von den „Bildnissen“ (also Abbildungen, auf denen eine oder mehrere Personen die Hauptsache sind) abhebt, die nur mit Einwilligung des Abgebildeten verbreitet und öffentlich zur Schau gestellt werden dürfen (§ 22 KUG). Ist beispielsweise eine Person Beiwerk auf einem Bild und schneidet jemand die Personendarstellung aus dem Umgebungskontext heraus, schafft er damit ein Bildnis – bei dessen Verwertung kann die Beiwerksausnahme nicht mehr in Anspruch genommen werden.
Erforderlich ist jedenfalls, dass die Landschaft oder sonstige Örtlichkeit den Gehalt des Bildes prägt. Die Personenabbildung muss derart untergeordnet sein, dass sie auch entfallen könnte, ohne dass Gegenstand und Charakter des Bildes sich dadurch verändern würden; sie darf insoweit nicht selbst Thema des Bildes sein. Besteht eine inhaltliche Beziehung zwischen dem Personenabbild und dem eigentlichen Gegenstand, so steht dies der Einordnung als Beiwerk entgegen. Nach der Rechtsprechung des BGH setzt die Beiwerkseigenschaft voraus, dass sich die betreffende Person quasi zufällig in einer Umgebung befindet, die den eigentlichen Gegenstand der Abbildung bildet. Diese Voraussetzung ist nicht mehr erfüllt, wenn die Landschaft bzw. sonstige Örtlichkeit ihrerseits bloßes „Beiwerk“ neben einem anderen Hauptgegenstand (etwa einem abgelichteten Prominenten) ist; ein unbeteiligter Dritter kann in diesem Fall nicht unter Rückgriff auf die Beiwerksausnahme mitvervielfältigt werden. Soll eine Aufnahme also etwa einen oder mehrere Prominente am Stand oder auf der Ehrentribüne eines Reitturniers zeigen, so sind andere sichtbare Personen rechtlich kein Beiwerk. Potenziell kann in solchen Fällen stattdessen die Ausnahme des § 23 Abs. 1 Nr. 1 KUG für Bildnisse aus dem Bereich der Zeitgeschichte greifen, die allerdings – anders als die Beiwerksregelung – eine Interessenabwägung voraussetzt.

### Designrecht
Im deutschen Designgesetz gibt es keine ausdrückliche Schrankenregelung, die die Wiedergabe eines Designs als unwesentliches Beiwerk ermöglichen würde. Dennoch wird allgemein vertreten, dass eine solche Nutzung erlaubnis- und vergütungsfrei möglich ist. Der deutsche Gesetzgeber ging bei der Reformierung des Geschmacksmusterrechts im Jahr 2004 davon aus, dass die urheberrechtliche Schranke für unwesentliches Beiwerk analog auf das Designrecht anwendbar sei. Das Schrifttum will dieser Konstruktion teilweise nicht folgen; stattdessen meint etwa Cornels, dass die Nutzung als bloß unwesentliches Beiwerk bereits keine Benutzung im Sinne von Art. 12 der Richtlinie 98/71/EG über den rechtlichen Schutz von Mustern und Modellen darstelle.

## Österreich
Das österreichische Urheberrechtsgesetz sieht seit dem 1. Oktober 2015 eine Beiwerksregelung vor. Nach dem neu eingefügten § 42e öUrhG dürfen Werke „vervielfältigt, verbreitet, durch Rundfunk gesendet, der Öffentlichkeit zur Verfügung gestellt und zu öffentlichen Vorträgen, Aufführungen und Vorführungen benutzt werden, wenn sie dabei nur zufällig oder beiläufig und ohne Bezug zum eigentlichen Gegenstand der Verwertungshandlung genutzt werden“. Vor Einführung der Schrankenregelung fehlte es an einer vergleichbaren Regelung; allerdings hatte der Oberste Gerichtshof (OGH) in einer Entscheidung aus dem Jahr 2010 anerkannt, dass eine Urheberrechtsverletzung erst dann vorliege, „wenn die Verwertung annähernd den sinnlichen Eindruck des Originalwerks in seinen  wesentlichen schöpferischen Zügen vermittelt“ (im Streitfall verneint bei einem Gemälde, das stark verkleinert im Hintergrund an der Wand hängend auf dem Foto eines Hotelraums zu sehen war).
Die Schrankenregelung stützt sich nach den Erläuterungen der Bundesregierung zum Gesetzesentwurf auf die Erwägung, dass bei einer solchen Nutzung das Interesse des Urhebers nicht berührt werde. Die Ausnahmebestimmung folgt zwar der deutschen Parallelvorschrift (siehe oben), nach den Materialien soll der Anwendungsbereich von § 57 dUrhG allerdings „wesentlich weiter“, seine Voraussetzungen hingegen „im Einzelnen strenger“ als die der österreichischen Regelung sein. Bei der Beurteilung ist von einem objektiven Maßstab auszugehen.
Nach Ansicht des OGH setzt die geforderte Unwesentlichkeit voraus, dass es sich bei dem Beiwerk um einen Gegenstand handelt, „dem noch weniger als geringe oder untergeordnete Bedeutung zukommt, wobei die Voraussetzungen dafür nicht überzogen werden dürfen, um der Ausnahmebestimmung nicht ihre Wirksamkeit zu rauben“. Von unwesentlichem Beiwerk sei dann auszugehen, wenn das Werk weggelassen oder ausgetauscht werden könnte, ohne dass die Gesamtwirkung des Hauptgegenstands beeinflusst wird. In Anschluss an den deutschen Bundesgerichtshof sieht der OGH dies dann nicht mehr als erfüllt an, wenn das Werk erkennbar stil- oder stimmungsbildend ist, eine bestimmte Wirkung oder Aussage unterstreichend in den eigentlichen Gegenstand der Verwertung einbezogen wird, einen dramaturgischen Zweck erfüllt oder sonst charakteristisch ist.
Die Schrankenregelung kann sich auf Werke aller Gattungen beziehen. Hinsichtlich der bei freien Werknutzungen grundsätzlich erforderlichen Quellenangabe ist § 57 Abs. 4 UrhG zu beachten, wonach diese unterbleiben kann, wenn sie nach den im redlichen Verkehr geltenden Gewohnheiten und Gebräuchen nicht zu erwarten ist.

## Schweiz
Das Schweizer Urheberrechtsgesetz enthält keine ausdrückliche Regelung zum unwesentlichen Beiwerk. Eine Reihe von Kommentatoren geht allerdings von einer ungeschriebenen Schrankenbestimmung für „beiläufige“ Werkwiedergaben aus.

## USA
Eine Freistellung für unwesentliches Beiwerk wird im amerikanischen Recht im Wesentlichen auf zwei Wegen erreicht.
Zum einen können untergeordnete Nutzungen von der Fair-Use-Generalklausel erfasst sein. Die Fair-Use-Verteidigung scheitert jedoch zum Beispiel regelmäßig dann, wenn ein Werk vollständig kopiert wird.
Zum anderen ist der Grundsatz de minimis non curat lex („Das Recht kümmert sich nicht um Kleinigkeiten“) als allgemeines Rechtsprinzip auch im Urheberrecht uneingeschränkt anwendbar. In der berufungsgerichtlichen Rechtsprechung wird der Grundsatz im Urheberrecht teilweise so verstanden, dass eine Nutzung genau dann (und nur dann) de minimis ist, wenn es an einer „erheblichen Ähnlichkeit“ (substantial similarity) zwischen der Übernahme und dem ursprünglichen Werk fehlt. Danach kommt es bei der De-minimis-Prüfung nur auf den Umfang und die Erheblichkeit der Übernahme an – und nicht darauf, wie bedeutend das übernommene für das neue Werk (im Verhältnis zum eigenen Beitrag des Übernehmers) ist. Wird also beispielsweise ein fremdes Foto in einen Film gezeigt, geht es in der De-minimis-Prüfung nicht darum, ob das Foto nur wenige Sekunden lang zu sehen ist oder der Bildfokus auf der Handlung neben dem Foto liegt; es geht ausschließlich darum, ob die Darstellung des Fotos in dem Film eine erhebliche Ähnlichkeit mit dem Foto aufweist – sprich: ob das Foto, so wie es im Film gezeigt wird, als Kopie des Fotos erkennbar ist.
Demgegenüber erkannte das Berufungsgericht für den zweiten Bezirk in einer Entscheidung aus dem Jahr 1997 zusätzlich eine zweite Kategorie von De-minimis-Nutzungen an, nämlich „bloß formelle Eingriffe, die so trivial sind, dass eine rechtliche Ahndung ausscheidet“. Im streitgegenständlichen Fall war während eines Fernsehprogramms das Poster eines Kunstwerks als Teil der Kulisse sichtbar, wobei das Poster in neun Ausschnitten von jeweils ca. zwei bis vier Sekunden Länge über eine Gesamtdauer von knapp 27 Sekunden ganz oder teilweise, jedenfalls aber deutlich erkennbar im Bild war. Das Gericht sah diese Nutzung nicht mehr als de minimis an. Hingegen sah dasselbe Gericht in einem anderen Filmsachverhalt den De-minimis-Test als erfüllt an: Lichtbilder des Klägers waren dort über eine Spanne von eineinhalb Minuten aus elf Kameraeinstellungen für jeweils längstens sechs Sekunden und insgesamt ca. 36 Sekunden sichtbar; jedoch wurden sie aus weiter Entfernung gezeigt und waren im Film so schwer erkennbar, dass es einem durchschnittlichen Betrachter nicht möglich gewesen wäre, überhaupt den Bildgegenstand auszumachen.
Einem weltweit bekannten Textileinzelhändler, der im Rahmen einer Werbekampagne das Foto eines Models nutzte, das darauf ein extravagantes, zweckfreies Schmuckstück trägt, wurde hinsichtlich der Darstellung des Designerschmuckstücks der Rückgriff auf den De-minimis-Grundsatz unter anderem deshalb verwehrt, weil das bizarre Design des Schmuckstücks sofort ins Augen steche und der Betrachter bei derartiger Mode-Werbung von einer durchkomponierten Präsentation ausgehe, bei der die Modelle „von Kopf bis Fuß“ mit Kleidung und Accessoires aus dem Sortiment des Werbetreibenden ausgestattet sind. Hingegen wurden beispielsweise das digitale Ausschneiden einer aus drei Noten bestehenden, sechssekündigen Sequenz aus einem Tonträger und dessen beständige Wiederholung im Hintergrund eines neuen Musikstücks (Sampling) als De-minimis-Fall gewertet.